# Байрам-хан
Байра́м-хан (перс. بيرام خان‎;
1501 — 31 января 1561) — средневековый государственный деятель и поэт, туркменского происхождения, главный министр (Вакил-и-Мутлак) и регент Могольской империи в 1556—1560 годах при несовершеннолетнем падишахе Акбаре.

## Биография
Происходил из туркменского племени Бахарлы, родился около 1501 (по другим данным — 1502) в Бадахшане в семье губернатора Газны. Окончил медресе, овладев тюркским, персидским и арабским языками. В 16 лет ушёл добровольцем в дружину принца Хумаюна и вместе с ним бежал в Иран. На протяжении длительного времени Байрам-хан был ближайшим соратником Хумаюна в борьбе с Шер-шахом за обладание северной Индией. Проявил себя как военный и искусный дипломат. Пользуясь своим авторитетом, примирил императора Хумаюна с его братьями, а также организовал дипломатический визит свергнутого императора (в 1539 Хумаюн лишился трона) к шаху Тахмаспу — правителю Сефевидского государства. Добился, что Тахмасп выделил войска в помощь Хумаюну, после чего совместным указом Тахмаспа и Хумаюна был удостоен высокого титула «хан ханан».
Хумаюн, став императором, назначил Байрам-хана губернатором Кандагарской области, а в 1554 — опекуном своего сына Акбара.
В 1555 году Байрам-хан во главе армии Хумаюна побеждает делийского султана Сикандар-шаха III из династии Суридов, имевшего 80-тысячную армию. В 1556, после смерти Хумаюна, Байрам-хан стал регентом при наследнике Хумаюна Акбаре. С 1556 по 1560 Байрам-хан самостоятельно управляет империей Великих Моголов, в ноябре 1556 в бою при Панипате одержал победу над армией Хему — претендента на делийский престол.
В 1560 году Акбар взял власть в свои руки, а Байрам-хан из-за придворных интриг был отстранён от управления государством и удалён от двора. В 1561 году, когда Байрам-хан с семьей отправился с паломничеством в Мекку, возле Гуджарата он был предательски убит.

## Память
- Байрам-хану установлен памятник в одном из скверов Ашхабада.